# Caliphaea thailandica
Caliphaea thailandica är en trollsländeart som beskrevs av Syoziro Asahina 1976. Caliphaea thailandica ingår i släktet Caliphaea och familjen jungfrusländor. IUCN kategoriserar arten globalt som otillräckligt studerad. Inga underarter finns listade i Catalogue of Life.